# Груз

Схема грузоподъёмного крана.

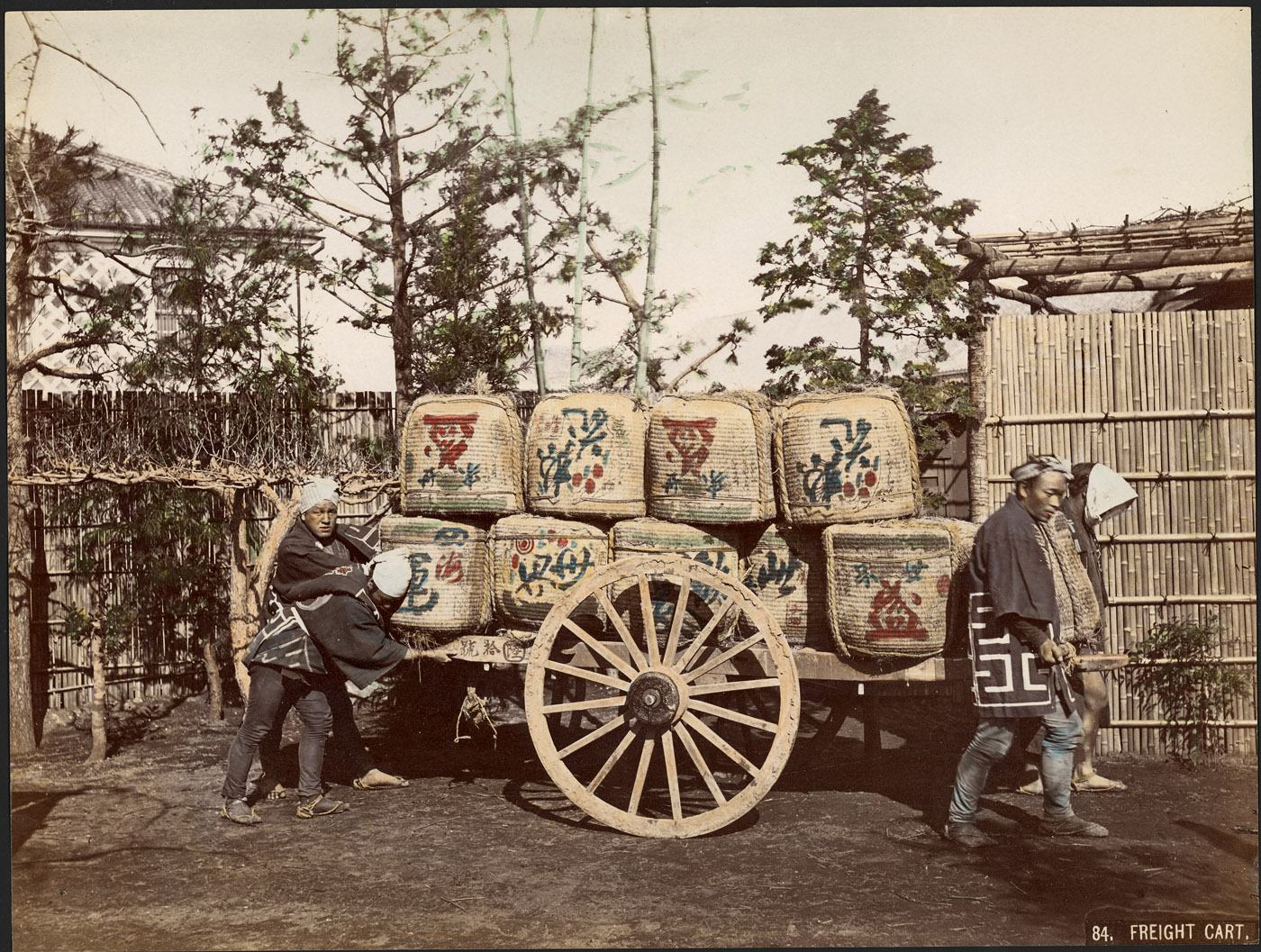
Перевозка груза на телеге.

Груз, англиц. 'карго' (англ. Cargo) — перемещаемый кем-либо или чем-либо в пространстве материальный объект.
В Толковом словаре живого великорусского языка Владимира Даля описано, что Груже́нье (ср. дл.), гру́зка (ж.), груз (м.) об. действ. по знач. гл. || Груз также самый предмет, всё, что погружено, поклажа, товар на судне. Груз, тяжесть — Грузе́ль (пск.) Гру́за (ж. мск.).

## История
С развитием цивилизаций происходило и развитие определённых видов и типов деятельности человека и общества. Появились строительство, обмен чем-либо, а позднее и торговля, каким-либо товаром который надо было перемещать грузить куда-либо. Соответственно предметы для строительства, обмена или продажи стали называть обобщающим словом груз. 
Направлением перемещения груза может быть подъём или опускание в вертикальной или наклонной плоскостях (грузовой кран), а также перевозка (транспортировка или грузоперевозка) из пункта отправки в пункт назначения.
Для перемещения грузов могут использоваться технические средства — грузоподъёмные, подъёмно-транспортные и транспортные машины, механизмы, приспособления и другие устройства. Подъёмно-транспортные устройства используют для перевозки грузов на небольшие расстояния, а транспортные средства — на дальние. Перевозящее грузы транспортное средство в обиходе называют «грузовым» (например, грузовое судно, грузовой автомобиль, грузовой вагон). Сцепленные между собой колёсные контейнеры для перевозки грузов образуют грузовой состав, который является частью автомобильного или железнодорожного поезда. Если в составе железнодорожного поезда кроме грузовых вагонов имеются вагоны для перевозки пассажиров, то такой поезд называют грузопассажирским.
Также «грузом» называют объект, оказывающий нагрузку на другой объект под воздействием силы тяжести. В данном понятии груз не обязательно может перемещаться.
Устав железнодорожного транспорта дает следующее определение: Груз — объект (в том числе изделия, предметы, полезные ископаемые, материалы, сырьё, отходы производства и потребления), принятый в установленном порядке для перевозки в грузовых вагонах, контейнерах.

## Классификация грузов
Грузы классифицируют
- по виду (живые или неживые)

Груз, манипулируемый подъемно-транспортной машиной.

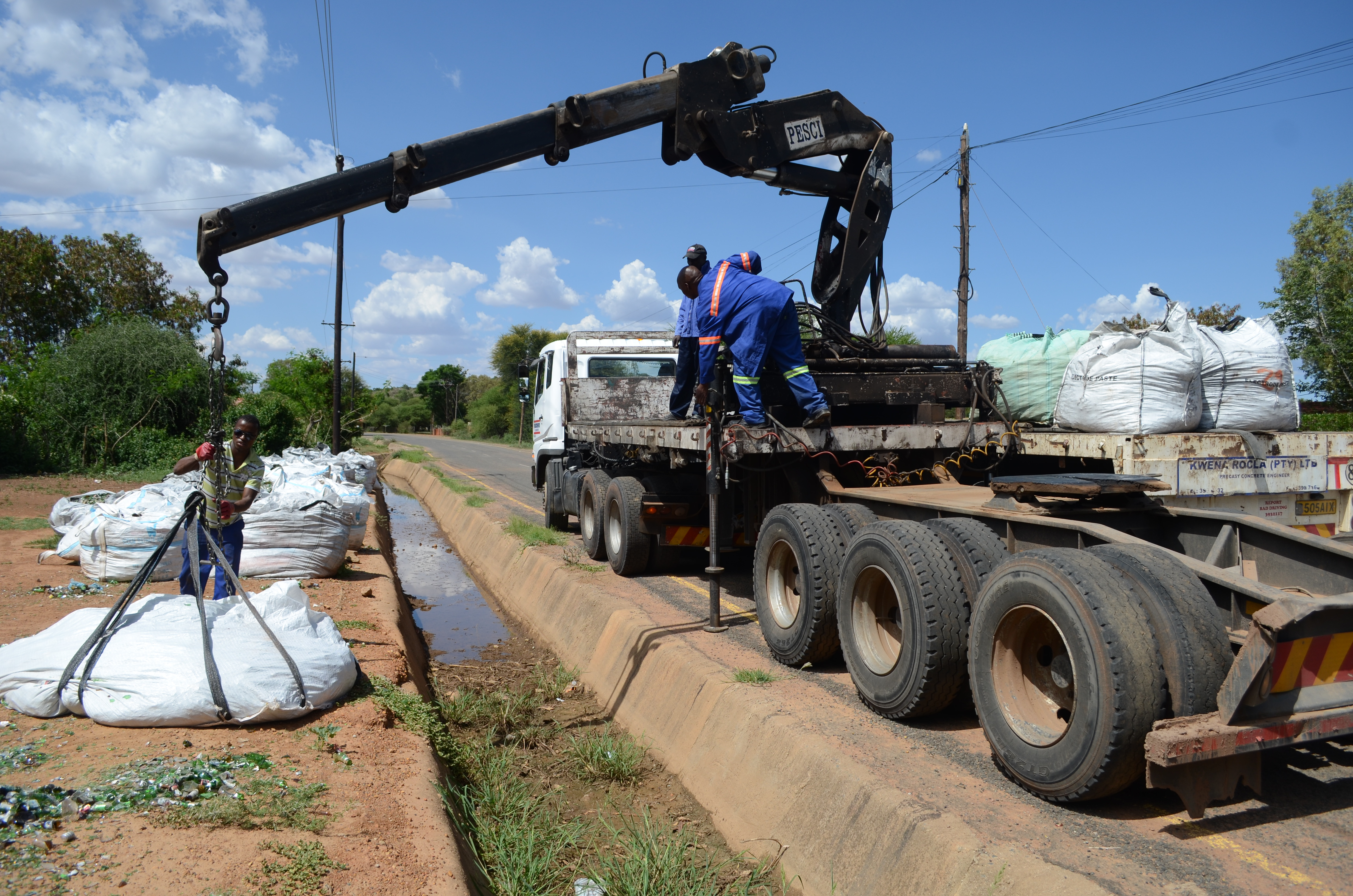

- по способу транспортирования (морские, речные, железнодорожные, автомобильные, воздушные)
- по весу (нагрузке, оказываемой на грузоперемещающее устройство)
- по форме (физическим размерам (габаритам))
- по агрегатному состоянию (твёрдые, жидкие, газообразные, плазменные)
- по условиям упаковки и складирования (штучные, навалочные, насыпные, наливные, контейнерные и др.)[4]
- по сроку годности для употребления (скоропортящиеся)
- по микроклиматическому режиму (особые требования к температуре, влажности, давлению, составу атмосферы, качеству воздуха)
- по опасности для здоровья, жизни и окружающей среды (токсичные (ядовитые), биологически опасные (инфекционные), взрывоопасные, горючие, легковоспламеняющиеся, радиоактивные и др.)[4]

К живым грузам относятся животные, птицы, растения, бактерии и другие живые организмы; к их перевозке предъявляются особые требования. Груз может являться сборным, например, при перевозке одним контейнером или автомобилем грузов нескольких владельцев.